# Elmer George
Elmer George (15 de julho de 1928 – 31 de maio de 1976) foi um automobilista norte-americano que esteve em nove (quatro) 500 Milhas de Indianápolis, (seis (duas) quando a prova fazia parte do calendário da Fórmula 1 de 1950 até 1960): 1955 (não qualificou), 1956 (não qualificou), 1957, 1958 (não qualificou), 1959 (não qualificou), 1960, 1962 (compartilhou com Paul Russo e A. J. Foyt), 1963, 1964 (não se qualificou).